# Per-Hjalmar Bauer
Per Hjalmar (Per-Hjalmar) Bauer, född 29 december 1906 i Halmstads församling i Hallands län, död 29 april 1977 i Lidingö församling i Stockholms län, var en svensk militär.

## Biografi
Efter studentexamen 1925 avlade Bauer officersexamen vid Krigsskolan 1927 och var från 1928 fänrik vid Skånska kavalleriregementet, där han befordrades till underlöjtnant 1929 och till löjtnant 1931. Han studerade vid Krigshögskolan 1936–1938 och tjänstgjorde under Carl August Ehrensvärd i Svenska frivilligkårens stab under finska vinterkriget 1939–1940, varpå han 1940 blev aspirant vid Generalstabskåren och var sakkunnig i 1941 års försvarsutredning. Han befordrades till ryttmästare 1941 och utnämndes till kapten i Generalstabskåren 1942, varpå han 1944–1946 tjänstgjorde vid Värmlands regemente. År 1946 befordrades han till major i Generalstabskåren och var förste adjutant hos överbefälhavaren Helge Jung 1946–1949. Åren 1949–1951 var han stabschef i II. militärområdet, 1950 befordrad till överstelöjtnant. Han tjänstgjorde 1951–1955 vid Livregementets husarer, befordrades till överste 1954 och var sekundchef vid regementet 1954–1955. Därefter var han chef för Södra skånska infanteriregementet 1955–1962 och ställföreträdande befälhavare för I. militärområdet 1962–1963. Bauer var pansarinspektör 1963–1967 och inträdde 1967 som generalmajor i reserven. ”Han gjorde en betydande insats för att skapa en ny pansarorganisation. Under hans regementschefstid förbereddes överförandet av vårt första helmotoriserade infanteriförband till pansartrupperna. Som pansarinspektör genomförde han en modern brigadorganisation i fält och kunde glädja sig åt omfattande materielleveranser”, berättas i en nekrolog. Efter sin pensionering tjänstgjorde Bauer i Försvarsstaben och Arméstaben.
I nyss citerade nekrolog berättas vidare om Bauers verksamhet: ”Framför allt var det emellertid försvarsupplysningen som kom att prägla hans livsgärning. Bauer anknöt till traditionerna  från 1920- och 1930-talens militära strävanden att förankra försvaret hos folket. Helge Jung och C A Ehrensvärd hörde till hans inspirationskällor. Han publicerade upplysningsskrifter, medarbetade i tidningspressen [...], knöt personliga kontakter med företrädare för olika politiska och sociala grupper, deltog i diskussioner och förde en omfattande korrespondens för att sprida information om försvarets uppgifter. Särskilt bör nämnas hans insatser i Folk och försvar. Bauer tvekade aldrig att ge sig i strid och lät sig inte nedslås av det motstånd och den brist på förståelse som ofta kunde möta honom. Han gav prov på självständigt, kritiskt tänkande, litterär stil och god smak.” Bland de tidningar i vilka han medverkade som militär skribent märks Arbetet och Dagens Nyheter. År 1969 gav han ut skriften Gerilla och svenskt försvar.
Per-Hjalmar Bauer invaldes 1969 som ledamot av Kungliga Krigsvetenskapsakademien och var från 1971 till sin död redaktör för Kungl. Krigsvetenskapsakademiens handlingar och tidskrift.
Per-Hjalmar Bauer var son till godsägaren Otto Bauer och Nina Löfgren. Han var gift 1940–1950 med Christina Falkenberg (född 1916) och från 1956 med Brita Bager (1917–1998). Bauer är gravsatt i minneslunden på Lidingö kyrkogård.

### Utmärkelser
- Riddare av Svärdsorden, 1946.[10]
- Riddare av Vasaorden, 1949.[11]
- Kommendör av andra klass av Svärdsorden, 1958.[12]
- Kommendör av första klass av Svärdsorden, 1962.[13]
- Kommendör av Danska Dannebrogorden.[14][förtydliga]
- Finländska Frihetskorsets orden av fjärde klass med svärd.[14][förtydliga]